# كارلوس طومسون
كارلوس طومسون (بالإسبانية: Carlos Thompson)‏ (و. 1923 – 1990 م) هو ممثل، وكاتِب، من الأرجنتين، ولد في بوينس آيرس، توفي في بوينس آيرس، عن عمر يناهز 67 عاماً.

## وصلات خارجية
- كارلوس طومسون على موقع IMDb (الإنجليزية)
- كارلوس طومسون على موقع مونزينجر (الألمانية)
- كارلوس طومسون على موقع ألو سيني (الفرنسية)
- كارلوس طومسون على موقع أول موفي (الإنجليزية)
- كارلوس طومسون على موقع قاعدة بيانات الأفلام السويدية (السويدية)
- كارلوس طومسون على موقع قاعدة بيانات الفيلم (الإنجليزية)
- كارلوس طومسون على موقع كينوبويسك (الروسية)
- كارلوس طومسون على موقع كينوبويسك (الروسية)